# Liste des seigneurs de Lusignan
 (janvier 2025).
Cet article court présente un sujet plus développé dans : Maison de Lusignan.
Cet article détaille la liste des seigneurs de Lusignan, en Poitou.

## Les seigneurs de Lusignan (Xe–XIVesiècles)
- 1re moitié Xe: Hugues Ier dit le Veneur (v. 880-ap. 948), marié à Aleait (av. 930-ap. 950)
- v. 950 -v. 980 : Hugues II dit le Cher (av. 950-v. 980), seigneur de Lusignan, fils des précédents ; marié à Avierne[2] (av. 947/955-ap. 959/977)
- v. 980-v. 1012 : Hugues III de Lusignan  dit le Blanc (v. 970-v. 1012), seigneur de Lusignan et de Civray, fils des précédents ; marié à Arsende[3] (v. 984-ap. 1014)
- v. 1012-v. 1030 : Hugues IV de Lusignan  dit le Chiliarque ou le Brun (av. 997-1030/1032), seigneur de Lusignan et de Couhé, fils des précédents ; marié à Audéarde de Chabanais[4] (av. 1008-av. 1030) puis à Mahaut (av. 1017-ap. 1030)
- v. 1030-1060 : Hugues V de Lusignan  dit le Pieux (v. 1021-1060), seigneur de Lusignan et de Couhé, fils du précédent ; marié à Almodis de la Marche[5] (v. 1023-1071)
- 1060-1110 : Hugues VI de Lusignan  dit le Diable puis le Vieux (v. 1035-1110), seigneur de Lusignan, fils des précédents ; marié à Audéarde de Thouars[6] (v. 1048-av. 1115/1140)
- 1110-v. 1148 : Hugues VII  le Brun de Lusignan (v. 1060-v. 1148), seigneur de Lusignan, fils des précédents ; marié à Sarrasine de Lezay[7] (v. 1085-av. 1144)
- v. 1148-1172 : Hugues VIII de Lusignan (v. 1097-ap. 1171), seigneur de Lusignan, fils des précédents ; marié à Bourgogne de Rançon[8] (av. 1112-ap. 1169) puis à Douce Milon (av. 1150-ap. 1168)
  - v. 1160/63-1169 Hugues le Brun (av. 1124-v. 1169), co-seigneur de Lusignan avec son père, fils du précédent ; marié à Aurengarde d'Exoudun[9] (av. 1124-v. 1174)
- 1172-1219 : Hugues IX le Brun (av. 1151-1219), seigneur de Lusignan, de Château-Larcher, comte de la Marche, fils des précédents ; marié en secondes noces à Mathilde d'Angoulême[10] (av. 1181-ap. 29 août 1233).
- 1219-1249 : Hugues X de Lusignan (v. 1182-1249), seigneur de Lusignan, comte de la Marche, fils du précédent ; marié à Isabelle d'Angoulême[11] (v. 1188/1192-1246), comtesse d'Angoulême, reine-consort d'Angleterre, veuve de Jean sans Terre
- 1249-1250 : Hugues XI le Brun  (v. 1221-1250), seigneur de Lusignan, comte de la Marche et d'Angoulême, fils des précédents ; marié à Yolande de Bretagne[12] (1218-1272), dame du Pallet, comtesse de Penthièvre
- 1250-1270 : Hugues XII de Lusignan (av. 1241-ap. 25 août 1270 ), seigneur de Lusignan, comte de la Marche et d'Angoulême, fils des précédents ; marié à Jeanne de Fougères[13] (av. 1242-ap. 1273), baronne de Fougères et dame de Porhoët
- 1270-1303 : Hugues XIII le Brun (1259-1303), seigneur de Lusignan, de Fougères, de Porhoët, comte de la Marche et d'Angoulême, fils des précédents ; marié à Béatrix de Bourgogne[14] (av. 1264-ap. juillet 1328)
- 1303-1308 : Guy Ier de Lusignan (v. 1269-novembre 1308), seigneur de Lusignan, de Fougères, de Porhoët, comte de la Marche et d'Angoulême, frère du précédent ; sans union connue
- 1308-1314 : Yolande de Lusignan (1257-av. 12 oct. 1314), dame de Lusignan, de Fougères, de Porhoët, comtesse de la Marche et d'Angoulême, sœur et héritière des précédents, mariée à Hélie Ier Rudel (av. 1260-1290), seigneur de Pons et de Bergerac puis à Robert II de Matha (av. 1255-ap. 1297), seigneur de Mornac. Elle vend Lusignan, la Marche et Angoulême au roi Philippe IV le Bel en 1309.